# Elemér Berkessy
Elemér Berkessy, né le 20 juin 1905 à Nagyvárad et mort le 7 juillet 1993 à Barcelone, est un footballeur puis entraîneur hongrois. Il évoluait au poste de milieu de terrain.

## Biographie
Il reçoit sa 1re sélection en équipe de Hongrie le 1er novembre 1928 contre la Suisse.
Avec Alejandro Morera et Mario Cabanes, il forme l'attaque du FC Barcelone connue comme celle des "Trois Mousquetaires blaugranas".

## Palmarès
- Champion de Hongrie en 1928 et 1932 avec Ferencváros
- Vainqueur de la coupe de Hongrie en 1928 avec Ferencváros